# Juan Fernández (Fußballspieler, 1991)
Juan Fernández, vollständiger Name Juan Martín Fernández Otero, (* 30. Januar 1991 in Montevideo) ist ein uruguayischer Fußballspieler.

## Karriere
Der 1,72 Meter große Defensivakteur Fernández stand in den Spielzeiten 2011/12 und 2012/13 in Reihen des Erstligisten Defensor Sporting. Dort wurde er im Jahr 2012 aber sechsmal in der Copa Libertadores Sub-20 eingesetzt, bei der sein Verein das Finale erreichte. In der Saison 2011/12 lief er zudem einmal (kein Tor) in der Primera División auf. In der Folgesaison kam er zu sieben weiteren Erstligaeinsätzen (kein Tor). Anschließend sind bislang (Stand: 8. September 2016) weder Einsätze noch eine Kaderzugehörigkeit verzeichnet.